# Freestyle Championship Wrestling
La Freestyle Championship Wrestling è una federazione di wrestling olandese, attualmente la prima nei Paesi Bassi nonché quella con maggiore tradizione.

## Storia
La federazione nacque all'inizio del 1997, quando in Olanda parlare di wrestling era parlare arabo. 
Fu infatti una grande scommessa puntare su uno sport fino ad allora mai provato.
La scommessa, durante il primo periodo, si rivelò quasi del tutto persa a causa della ancora radicata diffidenza della gente, che causò un esimio numero di show, appena due in due anni.
Ma, col passare del tempo, il prodotto FCW migliorò molto sia nell'aspetto tecnico che in quello scenico, grazie soprattutto al fondamentale apporto di personale esperto e qualificato, che guidò la federazione ad uno sviluppo quasi insperato.
Grazie anche al particolare stile della FCW, ed anche a strategiche alleanze con prestigiose promotions europee (soprattutto tedesche), la federazione ha acquisito una discreta visibilità nei media orange ed ha sfornato dalla sua accademia wrestler che si sono poi imposti a livello continentale.